# Królewna Śnieżka i siedmiu krasnoludków (balet)
Balet Królewna Śnieżka i Siedmiu Krasnoludków – balet z muzyką Bogdana Pawłowskiego, którego prapremiera polska miała miejsce 14 marca 1970 roku w Teatrze Wielkim w Łodzi.
Przedstawienie wystawiane było na scenach operowych i deskach teatrów muzycznych w Europie, Azji i Ameryce Północnej (Kanada). Odbyło się 38 premier baletu, ostatnia miała miejsce w Teatrze Muzycznym w Lublinie 11 czerwca 2006 roku.

## Realizacje polskie
- 1970 – Teatr Wielki w Łodzi – prapremiera
- 1981 – Teatr Wielki w Łodzi
- 1998 – Teatr Wielki w Łodzi
- Operetka Warszawska
- Opera w Krakowie
- Teatr Muzyczny w Gdyni
- Opera Leśna w Sopocie
- Teatr Muzyczny w Poznaniu
- Opera Bałtycka w Gdańsku
- Teatr Muzyczny Roma w Warszawie
- Operetka we Wrocławiu
- Opera we Wrocławiu
- Operetka w Szczecinie
- Opera w Bytomiu
- Warszawski Balet Objazdowy
- Opera Nova w Bydgoszczy – premiera 2 grudnia 2000
- Teatr Muzyczny w Lublinie – premiera 11 czerwca 2006

## Realizacje zagraniczne
- Opera w Wilnie (Litwa)
- Teatr Muzyczny w Kownie (Litwa)
- Teatr Muzyczny w Kłajpedzie (Litwa)
- Opera w Brnie (dawniej Czechosłowacja)
- Opera w Kujbyszewie (ZSRR)
- Opera w Nowosybirsku (dawniej ZSRR)
- Opera w Gorki (dawniej ZSRR)
- Opera w Charkowie (dawniej ZSRR)
- Teatr Wielki Opery i Baletu w Kijowie (Ukraina)
- Zespół Baletowy w Bautzen (Niemcy)
- Opera w Skopje (Jugosławia)
- New Ballet Ensamble w Hamilton (Kanada)
- Zespół Baletowy w Belgii
- Opera w Hiszpanii 1999 r.

## Tournées zagraniczne różnych zespołów
- Opera w Brnie – 3 tygodnie w Paryżu
- Warszawski Balet Objazdowy – trzykrotne tournée po Francji, Szwecji, Belgii, Niemczech
- Teatr Wielki w Łodzi – Niemcy, Holandia, Szwajcaria, Belgia
- Opera w Krakowie – dwukrotnie miesięczne tournée po Włoszech
- Teatr Wielki Opery i Baletu w Kijowie – 4 tygodnie w Moskwie
- Opera w Brnie – gościnne występy w Berlinie 2001 r.